# فینال جام حذفی فوتبال انگلستان ۱۸۹۴

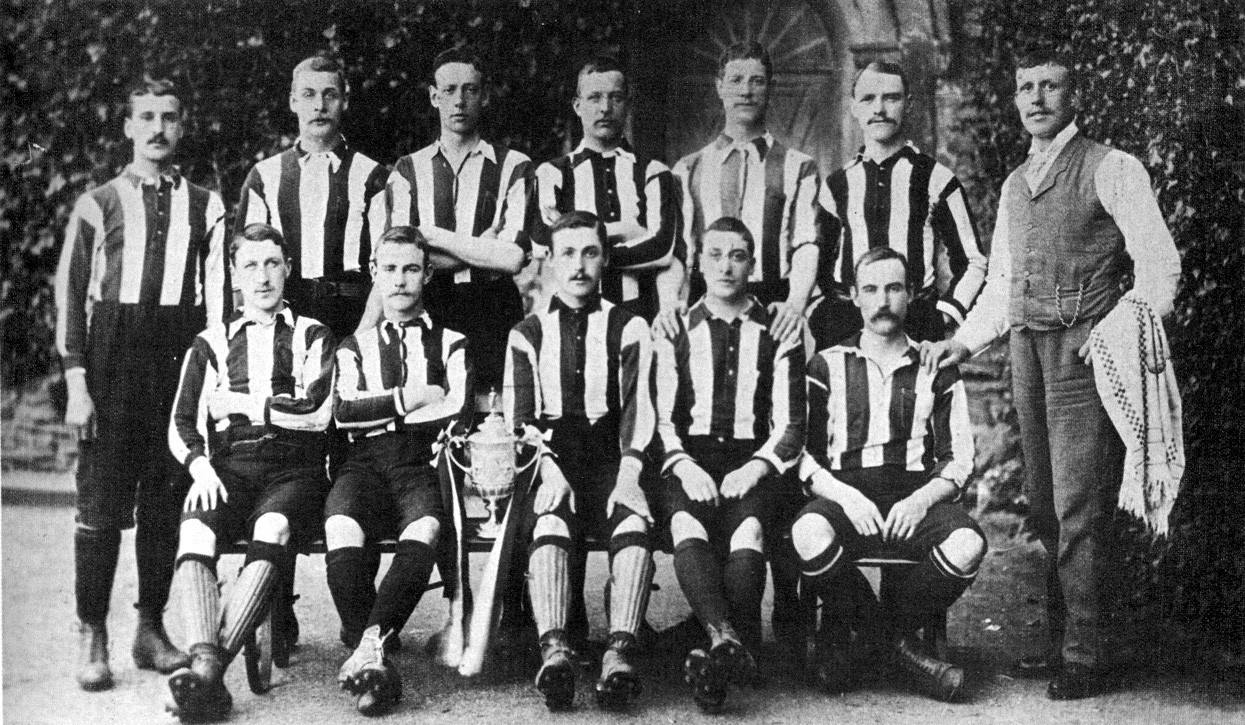
بازیکنان تیم نوتس کانتی در ۱۸۹۴ همراه با جام قهرمانی

فینال جام حذفی فوتبال انگلستان ۱۸۹۴، رقابت پایانی جام حذفی فوتبال انگلستان در سال ۱۸۹۴ میلادی است که مابین دو تیم باشگاه فوتبال نوتس کانتی و باشگاه فوتبال بولتون در ورزشگاه گودیسون پارک لیورپول برگزار شده‌است.
این مسابقه که در تاریخ ۳۱ مارس ۱۸۹۴ انجام شده‌است با نتیجه ۴ بر ۱ به سود تیم باشگاه فوتبال نوتس کانتی به پایان رسید.